# Seznam dílů seriálu Já jsem Groot
Toto je seznam dílů seriálu Já jsem Groot.

## Přehled řad
| Řada | Díly | Premiéra v USA | Premiéra v USA |
| Řada | Díly | První díl      | Poslední díl   |
| ---- | ---- | -------------- | -------------- |
| 1    | 5    | 10. srpna 2022 | 10. srpna 2022 |
| 2    | 5    | 6. září 2023   | 6. září 2023   |

## Seznam dílů

### První řada (2022)
| Č. v seriálu | Č. v řadě | Původní název       | Český název  | Režie          | Scénář         | Premiéra v USA |
| ------------ | --------- | ------------------- | ------------ | -------------- | -------------- | -------------- |
| 1            | 1         | Groot's First Steps | První krůčky | Kirsten Lepore | Kirsten Lepore | 10. srpna 2022 |
| 2            | 2         | The Little Guy      | Maličký      | Kirsten Lepore | Kirsten Lepore | 10. srpna 2022 |
| 3            | 3         | Groot's Pursuit     | Vetřelec     | Kirsten Lepore | Kirsten Lepore | 10. srpna 2022 |
| 4            | 4         | Groot Takes a Bath  | Koupačka     | Kirsten Lepore | Kirsten Lepore | 10. srpna 2022 |
| 5            | 5         | Magnum Opus         | Magnum Opus  | Kirsten Lepore | Kirsten Lepore | 10. srpna 2022 |

### Druhá řada (2023)
| Č. v seriálu | Č. v řadě | Původní název                | Český název                | Režie          | Scénář         | Premiéra v USA |
| ------------ | --------- | ---------------------------- | -------------------------- | -------------- | -------------- | -------------- |
| 6            | 1         | Are You My Groot?            | Ty jsi můj Groot?          | Kirsten Lepore | Kirsten Lepore | 6. září 2023   |
| 6            | 2         | Groot Noses Around           | Grootův zvědavý nosík      | Kirsten Lepore | Kirsten Lepore | 6. září 2023   |
| 7            | 3         | Groot's Snow Day             | Grootův sněhulák           | Kirsten Lepore | Kirsten Lepore | 6. září 2023   |
| 8            | 4         | Groot's Sweet Treat          | Grootova zmrzlina          | Kirsten Lepore | Kirsten Lepore | 6. září 2023   |
| 10           | 5         | Groot and the Great Prophecy | Groot a prastaré proroctví | Kirsten Lepore | Kirsten Lepore | 6. září 2023   |